# Johannes von Cornwall

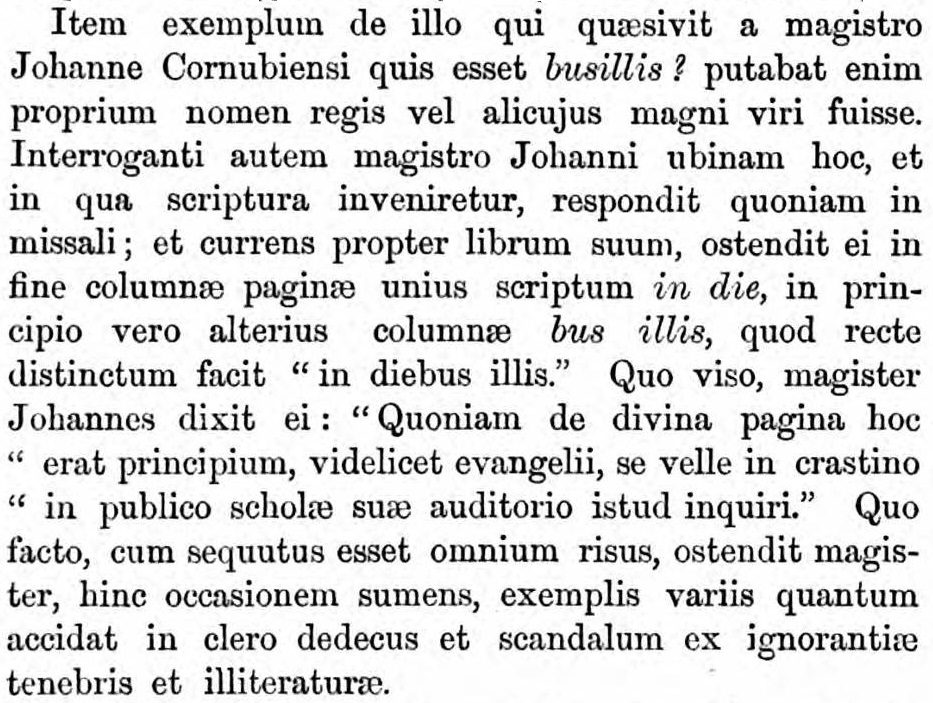
Giraldus Cambrensis erzählt von Johannes von Cornwalls Spott über einen angehenden Kleriker, der in die busillis („am Tag des Busillis“) statt in diebus illis („in jenen Tagen“) las:
„Ein weiteres Beispiel (für die mangelnde Lateinkenntnis des zeitgenössischen Klerus) ist der theologische Schüler, der seinen Meister Johannes von Cornwall fragte, wer Busillis sei. Er glaubte, das sei der Name eines Königs oder eines anderen großen Mannes. Als Johannes ihn fragte, in welchem Buch er den Ausdruck gefunden habe, antwortete er: Im Messbuch. Und er holte das Buch herbei und zeigte seinem Meister am Ende einer Kolumne die Wörter in die und am Anfang der nächsten das Wort busillis – was richtig getrennt in diebus illis ergibt. Als Meister Johannes das sah, sagte er zu ihm: Da das Wort aus einer heiligen Buchseite stammt, nämlich aus dem Evangelium, will ich es morgen in der öffentlichen Vorlesung mit meinen Studenten erörtern. Das tat er, und nach dem Gelächter aller ergriff er die Gelegenheit, um mit weiteren Beispielen zu zeigen, welche Schande und welches Ärgernis die finstere Unwissenheit und Unbildung des Klerus hervorriefen.“

Johannes von Cornwall, Johannes Cornubiensis, Johannes de Sancto Germano, John of Cornwall, (* im 12. Jahrhundert in St Germans, Cornwall; bl. um 1176) war ein englischer Theologe der Scholastik.

## Leben
Informationen über Johannes’ Leben können nur aus seinen Bemerkungen in der einzigen sicher von ihm stammenden Schrift Eulogium ad Alexandrum Papam III. erschlossen werden. Demnach studierte er in Paris bei Petrus Lombardus und Robert von Melun und wirkte dann selbst als theologischer Lehrer. Von Petrus Lombardus übernahm er eine christologische Anschauung, die dieser zeitweise vertrat, wonach die menschliche Natur Christi sich zu seiner göttlichen Natur nur wie ein Gewand zu seinem Träger verhalte. Diese Anschauung wurde auf dem Konzil von Tours 1163 als Irrlehre verurteilt. Johannes rückte in der Folge von ihr ab. In seinem an Alexander III. gerichteten Eulogium verteidigt er die orthodoxe Position.
Im Vorwort des Eulogiums erwähnt er Wilhelm von Blois als „gewesenen Erzbischof von Sens, jetzigen Erzbischof von Reims“. Da der Wechsel Wilhelms 1176 erfolgte, wird – unter Voraussetzung größtmöglicher zeitlicher Nähe zum Konzil von 1163 – die Schrift auf dieses Jahr datiert.
Das Gedicht Prophetia Merlini aus der Mitte des 12. Jahrhunderts enthält verschiedene Bezüge zu Cornwall und wird darum von manchen Textforschern Johannes von Cornwall zugeschrieben.
Giraldus Cambrensis (Gerald von Wales, 1146–1223), der eine Anekdote aus der Lehrtätigkeit Johannes von Cornwalls überliefert, gehörte vielleicht zu seinen Schülern.

## Schriften
- Eulogium ad Alexandrum Papam III. (Digitalisat der Edition in der Patrologia Latina Band 199, Paris 1855)